# Michelle Phillips
Michelle Phillips, geboren als Holly Michelle Gilliam (Long Beach (Californië), 4 juni 1944) is een Amerikaanse zangeres en actrice.

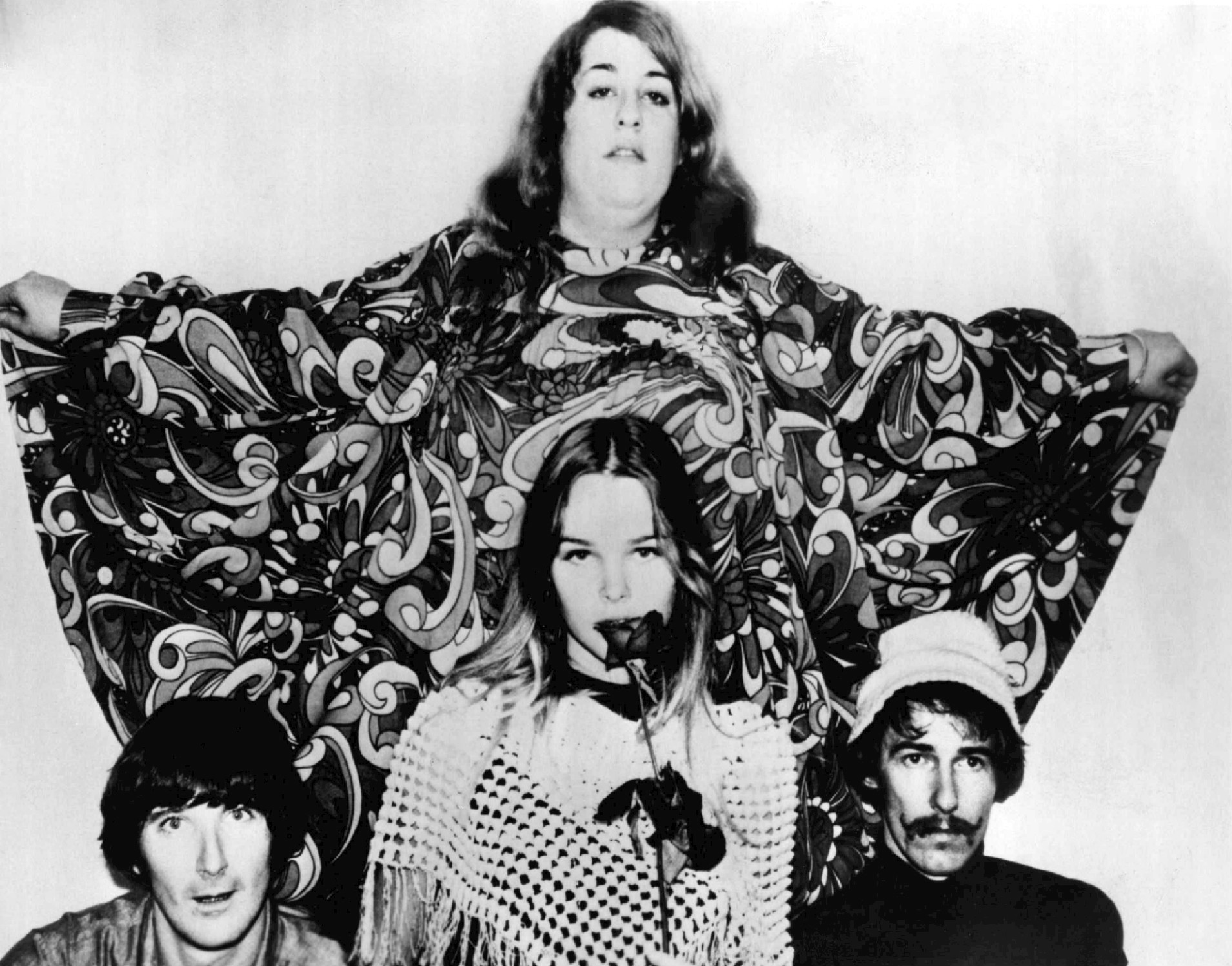
Michelle Phillips vooraan bij The Mamas and the Papas in 1967

Ze werd beroemd als lid van de populaire zanggroep uit de jaren zestig The Mamas and the Papas. Later verwierf ze faam door haar optreden in diverse televisieseries, waaronder Knots Landing en Seventh Heaven. Ook trad ze op in Star Trek: The Next Generation.
Michelle trouwde in 1962 met John Phillips, net als zijzelf lid van The Mamas and the Papas. Samen schreven ze een van hun bekendste hits, "California Dreamin'". Het paar scheidde in 1970. Hun dochter Chynna Phillips richtte later zelf samen met Beach Boys-telgen Wendy en Carnie Wilson een zanggroep op, genaamd Wilson Phillips.
Nadat Phillips een relatie kreeg met mede bandlid Denny Doherty van The Mamas and the Papas, werd ze uit de groep gezet. Op verzoek van fans werd Phillips later teruggevraagd, maar de verhoudingen waren zo slecht geworden dat de groep al snel daarna definitief stopte.
In 1970 was Phillips gedurende acht dagen getrouwd met acteur Dennis Hopper.

## Filmografie
- 1971: The Last Movie (Dennis Hopper)
- 1973: Dillinger (John Milius)
- 1974: The California Kid (Richard T. Heffron) (televisiefilm)
- 1975: Shampoo (Hal Ashby)
- 1977: Valentino (Ken Russell)
- 1979: Bloodline (Terence Young)
- 1980: The Man with Bogart's Face (Robert Day)
- 1981: Savage Harvest (Robert L. Collins)
- 1986: American Anthem (Albert Magnoli)
- 1989: Let It Ride (Joe Pytka)
- 1991: Scissors (Frank De Felitta)
- 1993: Joshua Tree (Vic Armstrong)
- 2004: Harry + Max (Christopher Münch)
- 2006: Unbeatable Harold (Ari Palitz)